# Tegenaria taprobanica
Tegenaria taprobanica är en spindelart som beskrevs av Embrik Strand 1907. Tegenaria taprobanica ingår i släktet husspindlar, och familjen trattspindlar.
Artens utbredningsområde är Sri Lanka. Inga underarter finns listade i Catalogue of Life.